# Bergerette
Bergerette, też berżeretka – poetycka lub muzyczna sielanka pochodząca z Francji.
Termin ma trzy znaczenia:
1. XV-wieczna francuska jednostrofowa forma poetycka, zbliżona do virelai[1].
2. XVI-wieczna francuska pasterska pieśń taneczna, w szybkim tempie i trójdzielnym rytmie (najczęściej 6/8)[1][2].
3. XVIII-wieczna francuska forma poezji lirycznej, będąca często podstawą lekkich piosenek pasterskich lub miłosnych[1].